# Jan Tovačovský z Cimburka
Jan Tovačovský z Cimburka (kolem roku 1400 – 27. února 1464) byl moravský vojevůdce a šlechtic, který pocházel z rodu pánů z Cimburka. Třikrát zastával úřad moravského zemského hejtmana.

## Život

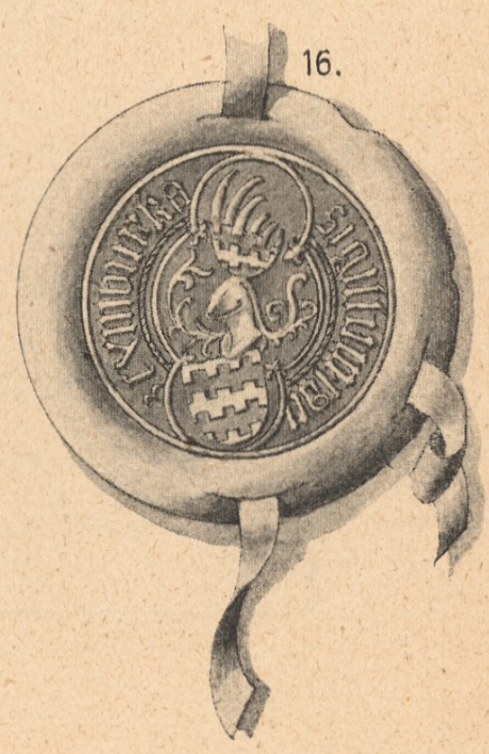
Pečeť Jana Tovačovského z Cimburka (1440, kresba)

Jeho rodiči byli Albrecht Tovačovský z Cimburka a Žofie z Herštejna.
První písemná zmínka o Janu Tovačovském je z roku 1416, kdy na svůj hrad Tovačov pozval husitské kněze. Na podzim roku 1420 se Jan účastnil Zikmundova tažení proti Praze, které vyvrcholilo bitvou pod Vyšehradem. Zikmundovo vojsko bylo poraženo a Jan Tovačovský byl zajat. Ve vězení pražanů prodělal ideovou konverzi a stal se z něj významný stoupenec husitů.
V roce 1421 se na Tovačově ubránil druhé křížové výpravě krále Zikmunda, ale 17. listopadu 1421 se na moravském zemském sněmu pod nátlakem vzdal kalicha. Od roku 1422 ale již definitivně přestoupil na husitskou stranu. V roce 1423 podpořil husitskou výpravu pražanů a orebitů na střední Moravu a v roce 1425 s Petrem Strážnickým z Kravař a hejtmany knížete Zikmunda Korybuta obléhal Olomouc. V rámci Korybutova pražského vojska se zúčastnil bitvy u Ústí nad Labem v roce 1426 a spolu s moravskou šlechtou bitvy u Tachova v roce 1427. Na přelomu let 1426–1427 zřejmě on vedl výpravu moravských husitů na východní Moravu, kde dobyla města Přerov, Nový Jičín, Fulnek, Odry a Hranice.
V roce 1428 jednal na Tovačově s litevským knížetem Zikmundem Korybutem propuštěným z pražského vězení na Valdštejně, který odtud odešel na Odry dobyté Janem Tovačovským. Na přelomu let 1429/1430 se zúčastnil velké spanilé jízdy bratrstev do Německa a následujícího roku bitvy u Domažlic. Ve spolupráci se slovenskými sirotčími posádkami dobyl v letech 1433-1434 některá města na středním Slovensku. Od 9. září 1434, kdy spolupodepsal první porevoluční landfrýd na Moravě přešel na stranu krále Zikmunda Lucemburského a Albrechta Habsburského, což mu vyneslo v roce 1437 úřad moravského zemského hejtmana.
Ještě v roce 1444 údajně popravil Heralta z Kunštátu na Lestnici, strýce pozdějšího krále Jiřího z Poděbrad, ale v roce 1447 s manželkou Žofií z Kunštátu, sestrou Jiřího z Poděbrad určil Jiřího Poděbradského za poručníka svých dětí. Zúčastnil se jak korunovace Ladislava Pohrobka v roce 1453, tak korunovace Jiřího z Poděbrad v roce 1458. Podporoval krále Jiřího Poděbradského na taženích do Rakous v letech 1458 a 1462 i při jeho politických jednáních.
Z funkce moravského zemského hejtmana odstoupil na konci roku 1459. Zemřel 27. února 1464 a zůstali po něm synové Ctibor (význačný právník, autor Knihy Tovačovské a moravský zemský hejtman), Jan mladší a Jaroš a dcera Jitka.